# Vezivo (biologija)
Vezívo (tudi dezmálno tkívo) je skupina tkiv, ki nastanejo zvečine iz srednjega kličnega lista (mezoderma) in ležijo v notranjosti organizma. Bogata so z razmeroma mehko medceličnino. Mednje sodijo mezenhim, zdrizovina, mrežasto (retikularno) vezivo, maščevje, rahlo (intersticijsko) in čvrsto (fibrozno) vezivo.

## Zgradba
Vezivo sestavljajo celice mezenhimskega porekla, vlakna (elastična, kolagenska in retikulinska) in medceličnina (sestoji iz zunajcelične tekočine in proteoglikanov, zlasti hialuronske kisline, hondroitina, hondroitinsulfata in keratansulfata). Celice so običajno medseboj široko razmknjene in med njimi se nahaja veliko medceličnine. Razmerje med celicami, vlakni in medceličnino se sicer med različnimi vrstami veziva močno razlikuje. V vezivu je običajno prisotna tudi dobro razvejena žilna mreža.

## Bolezni in motnje
Obstaja okoli 200 motenj, ki prizadenejo vezivo. Nekatere so posledica okužbe, na primer celulitis, nekatere povzročijo poškodbe (na primer brazgotinjenje), lahko pa je vzrok genetski (Ehlers-Danlosov sindrom, Marfanov sindrom, imperfektna osteogeneza ...). Pri nekaterih motnjah vezivnega tkiva vzrok ni poznan, na primer pri sklerodermiji. Različne motnje se izražajo z različnimi simptomi in zahtevajo različno zdravljenje.